# Annie Lazor
Annie Lazor est une nageuse américaine née le 17 août 1994 à Détroit (Michigan). 
Elle a remporté la médaille d'or du 200 m brasse lors des Championnats du monde en petit bassin 2018.

## Palmarès

### Jeux olympiques
- Jeux olympiques d'été de 2020 à Tokyo :
  -  Médaille de bronze du 200 m brasse

### Championnats du monde en petit bassin
- Championnats du monde 2018 à Hangzhou :
  -  Médaille d'or du 200 m brasse

### Jeux panaméricains
- Jeux panaméricains de 2019 à Lima :
  -  Médaille d'or du 100 m brasse
  -  Médaille d'or du 200 m brasse
  -  Médaille d'or du 4 × 100 m 4 nages